# Michał Paluta
Michał Paluta (4 de octubre de 1995) es un ciclista polaco que fue profesional entre 2015 y 2024.

## Palmarés
2016
- 1 etapa de la Carpathia Couriers Paths

2019
- Campeonato de Polonia en Ruta  [3]

## Resultados en Grandes Vueltas
| Carrera | Carrera         | 2015 | 2016 | 2017 | 2018 | 2019 | 2020  | 2021 | 2022 | 2023 | 2024 |
| ------- | --------------- | ---- | ---- | ---- | ---- | ---- | ----- | ---- | ---- | ---- | ---- |
|         | Giro de Italia  | —    | —    | —    | —    | —    | —     | —    | —    | —    | —    |
|         | Tour de Francia | —    | —    | —    | —    | —    | —     | —    | —    | —    | —    |
|         | Vuelta a España | —    | —    | —    | —    | —    | 118.º | —    | —    | —    | —    |

—: no participa
Ab.: abandono